# Szúfarkasszerűek
A szúfarkasszerűek (Cleroidea) a rovarok (Insecta) osztályába, ezen belül a bogarak (Coleoptera) rendjébe és a mindenevő bogarak (Polyphaga) alrendjébe tartozó öregcsalád.

## Rendszerezés
Az öregcsaládba (rendszerezéstől függően) 7-13 család tartozik, a leggyakoribb felosztásuk a következő:
- Acanthocnemidae (Crowson, 1964)
- Chaetosomatidae (Crowson, 1952)
- Szúfarkasfélék (Cleridae) (Latreille, 1802)
- Mauroniscidae (Majer, 1995)
- Sziklaibogár-félék (Melyridae) (Leach, 1815)
- Metaxinidae (Kolibác, 2004)
- Redősgombabogár-félék (Phloiophilidae) (Kiesenwetter, 1863)
- Phycosecidae (Crowson, 1952)
- Prionoceridae (Lacordaire, 1857)
- Korongbogárfélék (Trogossitidae) (Latreille, 1802)

## Képek

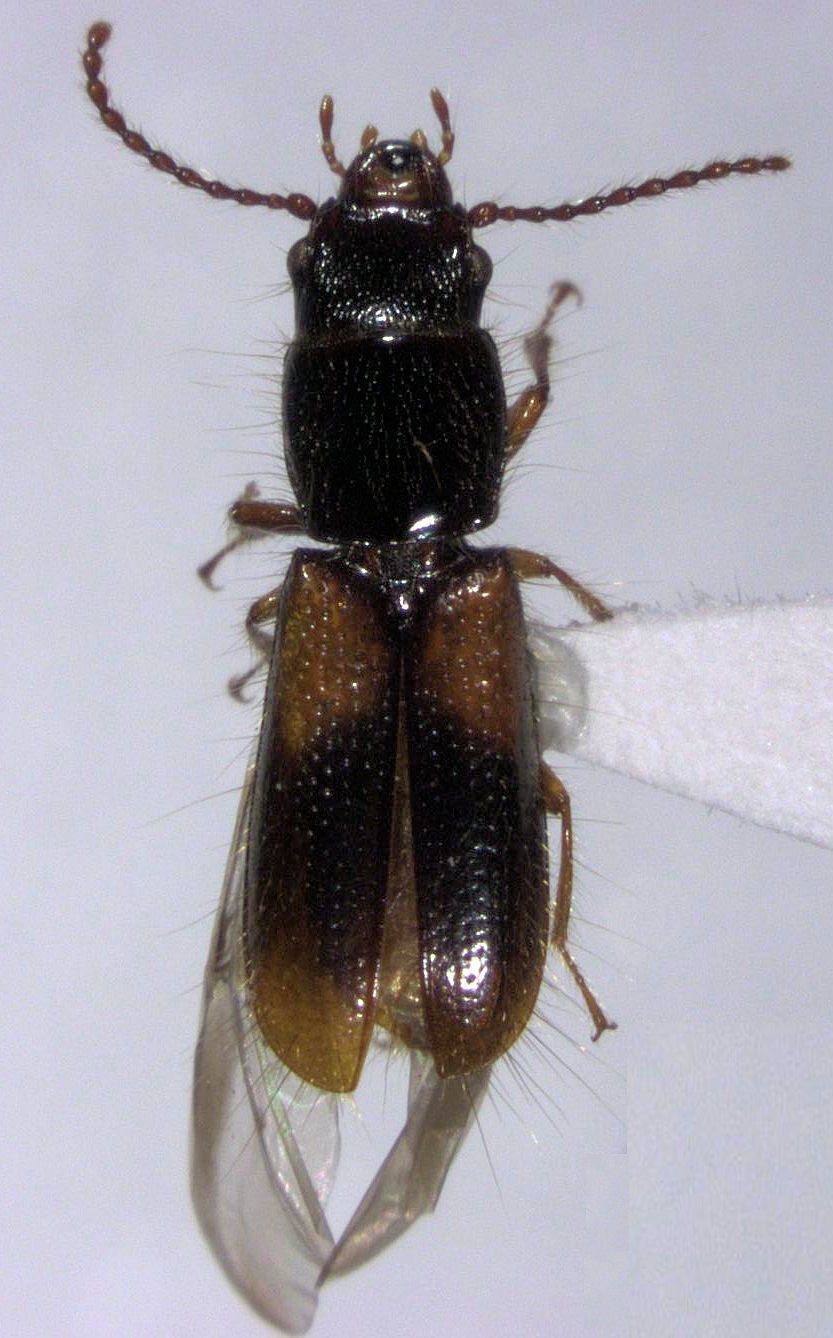
Chaetosoma scaritides (Chaetosomatidae)
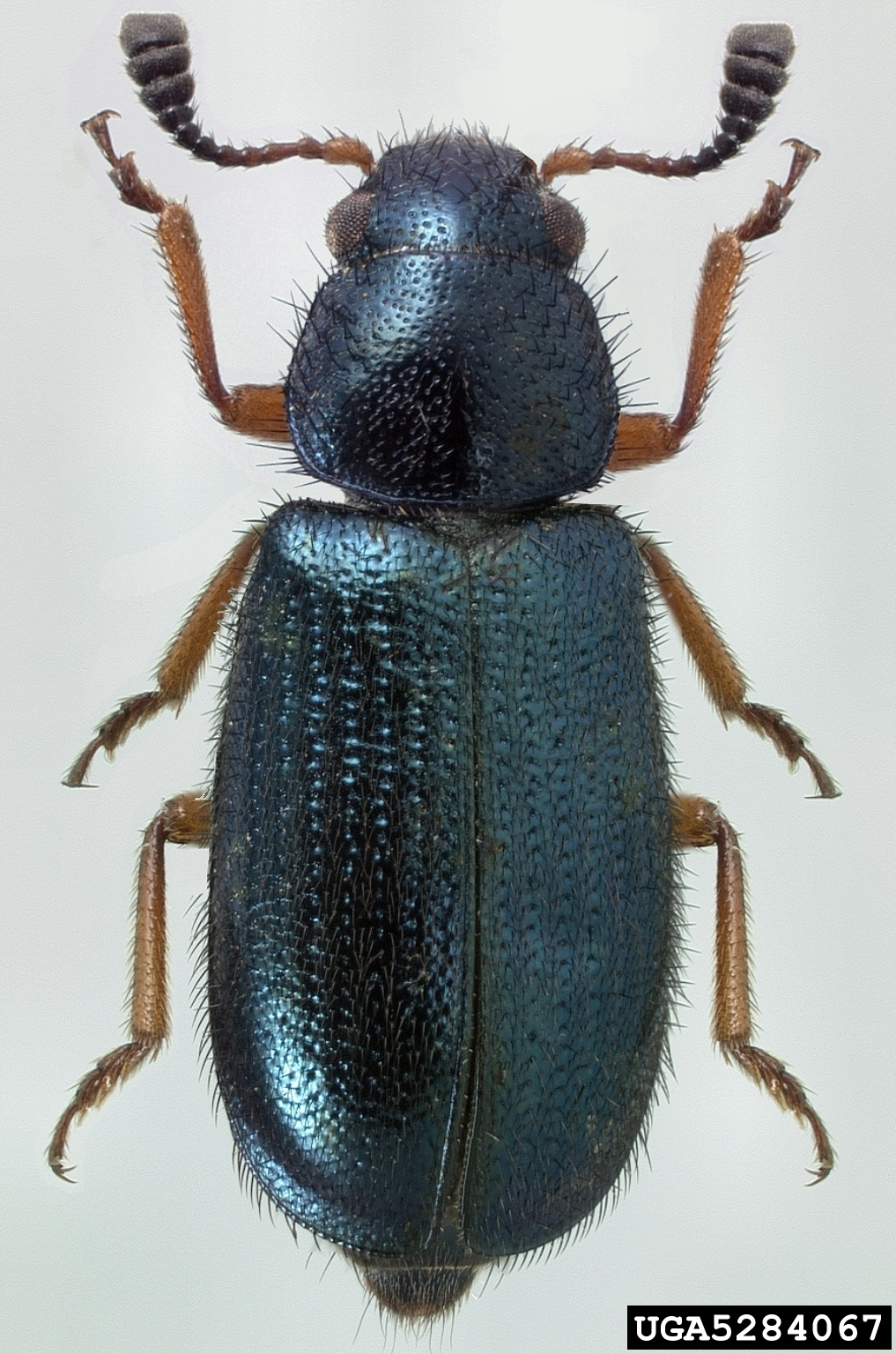
Vöröslábú hullabogár (Necrobia rufipes) (Szúfarkasfélék)
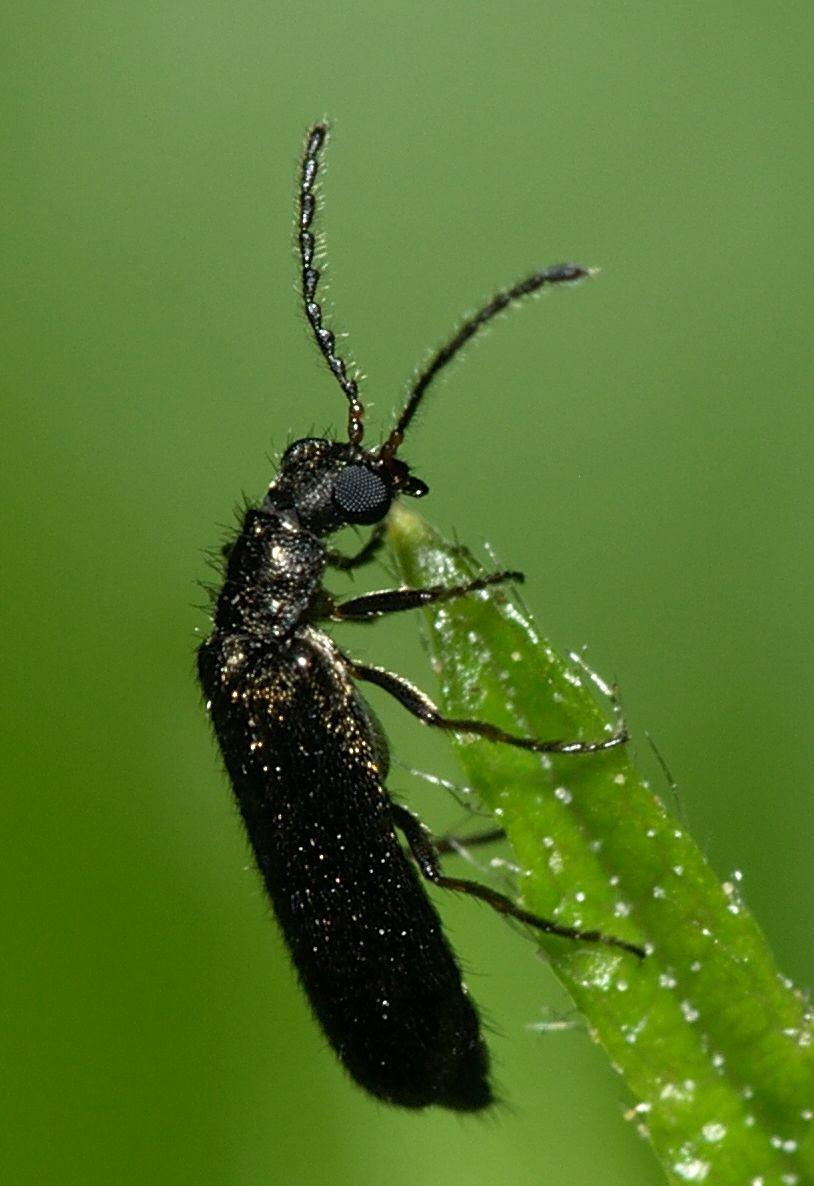
Ólmos lágybogár (Dasytes plumbeus) (Sziklaibogár-félék)
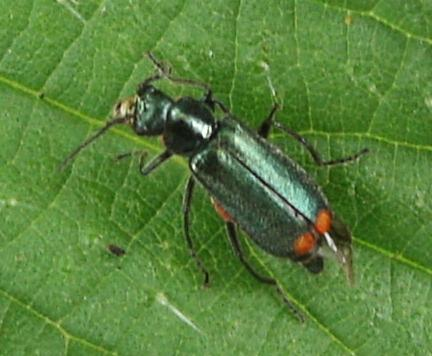
Kétfoltos bibircsbogár (Malachius bipustulatus) (Sziklaibogár-félék)
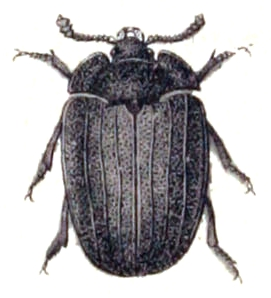
Nagy korongbogár (Peltis grossa) (Korongbogárfélék)
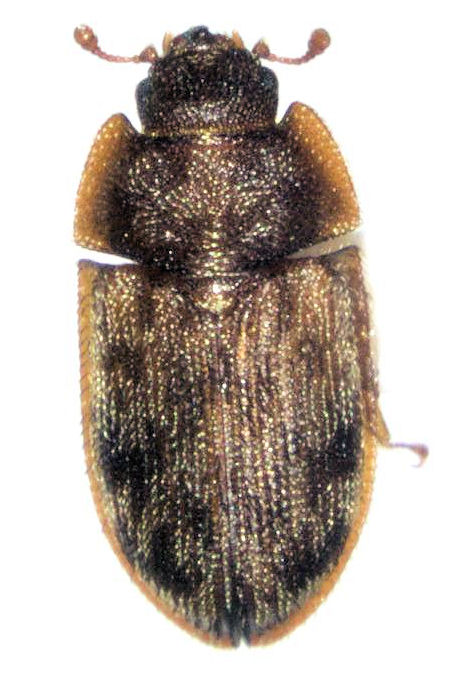
Neaspis variegata (Korongbogárfélék)
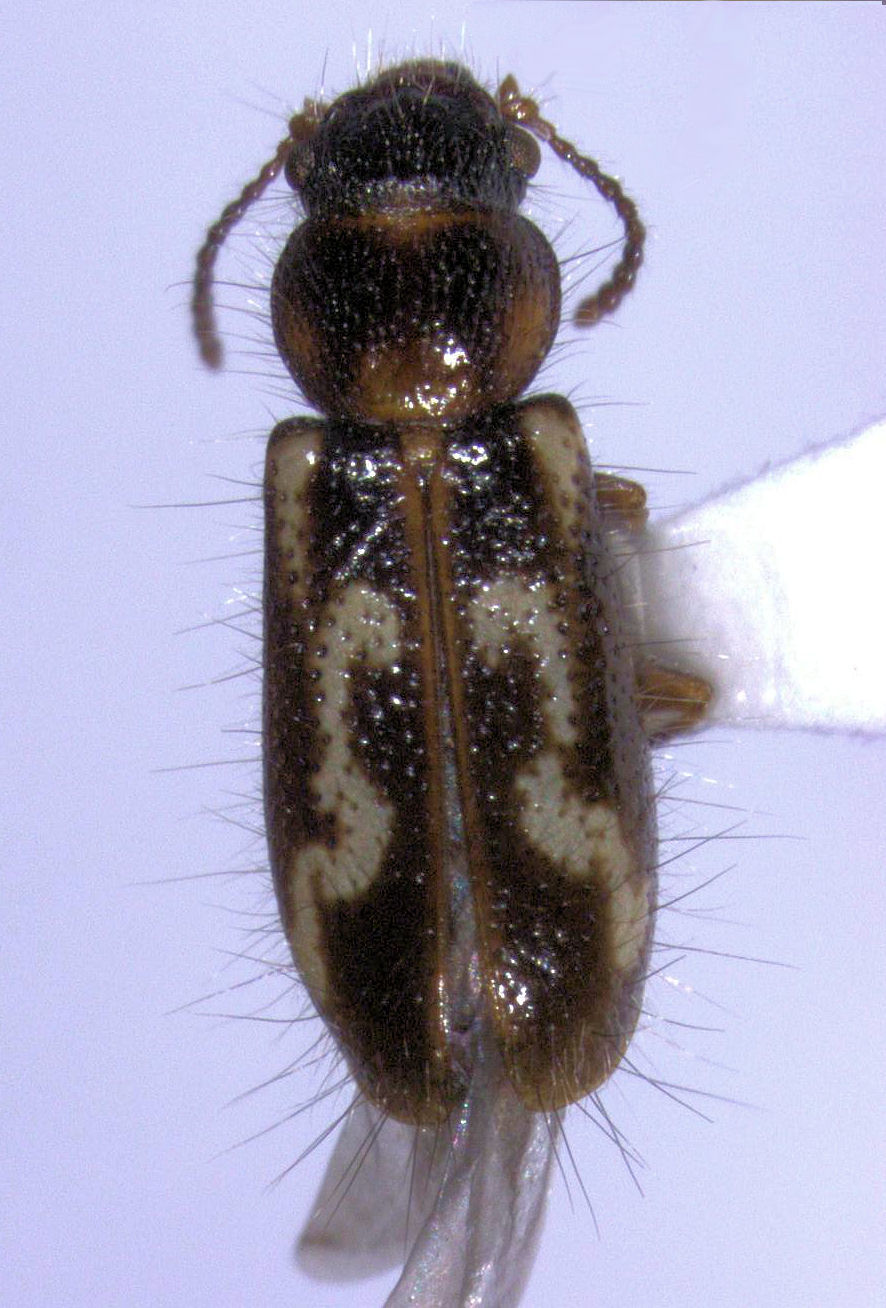
Metaxina ornata (Metaxinidae)